# Цансянь
Цанся́нь (кит. упр. 沧县, пиньинь Cāng xiàn) — уезд городского округа Цанчжоу провинции Хэбэй (КНР). Иероглиф «Цан» имеет значения «тёмно-синий» и «холодный», и символизирует то, что существовавшая здесь в средние века область Цан примыкала к Бохайскому заливу Жёлтого моря.

## История
Область Цанчжоу была учреждена при империи Северная Вэй в 517 году; на момент создания ей было подчинено три округа. При империи Сун область была ликвидирована, а эти места вошли в подчинение Хэцзяньской управы (河间府), при монгольской империи Юань они подчинялись Хэцзяньскому региону (河间路). При империи Мин они подчинялись Хэцзяньской управе провинции Чжили, при империи Цин — Хэцзяньской управе и Тяньцзиньской управе (天津府) провинции Чжили. После Синьхайской революции в Китае была проведена реформа структуры административного деления, в ходе которой управы были упразднены, а на тех землях, что подчинялись непосредственно Хэцзяньской управе, в 1913 году был образован уезд Цансянь.
В 1949 году был образован Специальный район Цансянь (沧县专区), и уезд вошёл в его состав. В июне 1958 года Тяньцзинь был понижен в статусе, став городом провинциального подчинения, и Специальный район Цансянь был присоединён к Специальному району Тяньцзинь (天津专区). В сентябре того же года посёлок Цансянь стал городом Цанчжоу уездного уровня, но вскоре был расформирован, а его территория была подчинена уезду Цансянь. В начале 1959 года Специальный район Тяньцзинь был расформирован, а вся его территория вошла в состав города Тяньцзинь.
В июне 1961 года были восстановлены Специальный район Цанчжоу (沧州专区) — бывший Специальный район Цансянь, и уезд вошёл в его состав. В декабре 1967 года Специальный район Цанчжоу был переименован в Округ Цанчжоу (沧州地区). В 1983 году город Цанчжоу был выведен из состава уезда, став городом провинциального подчинения.
В 1993 году Округ Цанчжоу и город Цанчжоу были расформированы, а на их территориях был образован Городской округ Цанчжоу.

## Административное деление
Уезд Цансянь делится на 4 посёлка, 11 волостей и 4 национальные волости.